# Григорьев, Юрий Михайлович
Юрий Михайлович Григорьев (5 ноября 1940, Александровская, Кабардино-Балкарская АССР — 18 февраля 2012, Израиль) — советский борец классического стиля, чемпион и призёр чемпионатов СССР и мира, чемпион Европы, Заслуженный мастер спорта СССР. Выступал за клуб «Авангард» (Запорожье). Позже проживал в Израиле, работал тренером по греко-римской борьбе в клубе АМИ «Маккаби-Арад».

## Спортивные результаты
- Классическая борьба на летней Спартакиаде народов СССР 1963 года — ;
- Чемпионат СССР по классической борьбе 1964 года — ;
- Классическая борьба на летней Спартакиаде народов СССР 1967 года — ;
- Чемпионат СССР по классической борьбе 1969 года — .